# 谷内美紅
谷内 美紅（たにうち みく、1999年7月28日 - ）は、日本の元女子バレーボール選手である。

## 来歴
石川県金沢市出身。中学1年からバレーボールを始める。
石川県立金沢商業高等学校、筑波大学を経て、2022年1月、PFUブルーキャッツ石川かほくの内定選手になる。2022年4月、同チームに正式入団。
2024年10月27日、2024-25シーズンのSV.LEAGUEで、リーグ初出場を果たした。
2025年4月、2024-25シーズン限りでの現役引退が発表された。6月2日に引退選手として公示。

## 所属チーム
- 金沢市立兼六中学校（2012-2015年）
- 石川県立金沢商業高等学校（2015-2018年）
- 筑波大学（2018-2022年）
- PFUブルーキャッツ石川かほく（2022-2025年）